# Zarząd Infrastruktury Sportowej w Krakowie
Zarząd Infrastruktury Sportowej w Krakowie, ZIS – organ samorządu Krakowa, powołany w celu zarządzania infrastrukturą sportową będącą pod zarządem Gminy Miejskiej Kraków.
ZIS działa na podstawie Uchwały nr XLIX/637/08 Rady Miasta Krakowa z dnia 27 sierpnia 2008 r. i został utworzony z dniem 1 października 2008 roku. Jego pracę reguluje statut.

## Zadania
ZIS zajmuje się zarządzaniem mieniem Gminy Miejskiej Kraków służącym realizacji zadań w zakresie kultury fizycznej i sportu, niezarządzanym przez inne gminne jednostki organizacyjne w tym obiektami sportowymi, basenami, halami sportowymi.